# Константінос Канаріс
Константінос Канаріс (грец. Κωνσταντίνος Κανάρης; 1790, Псара — 14 вересня 1877, Афіни) — грецький адмірал, герой Грецької революції; у післявоєнний час політик, прем'єр-міністр Грецького королівства.

## Біографія

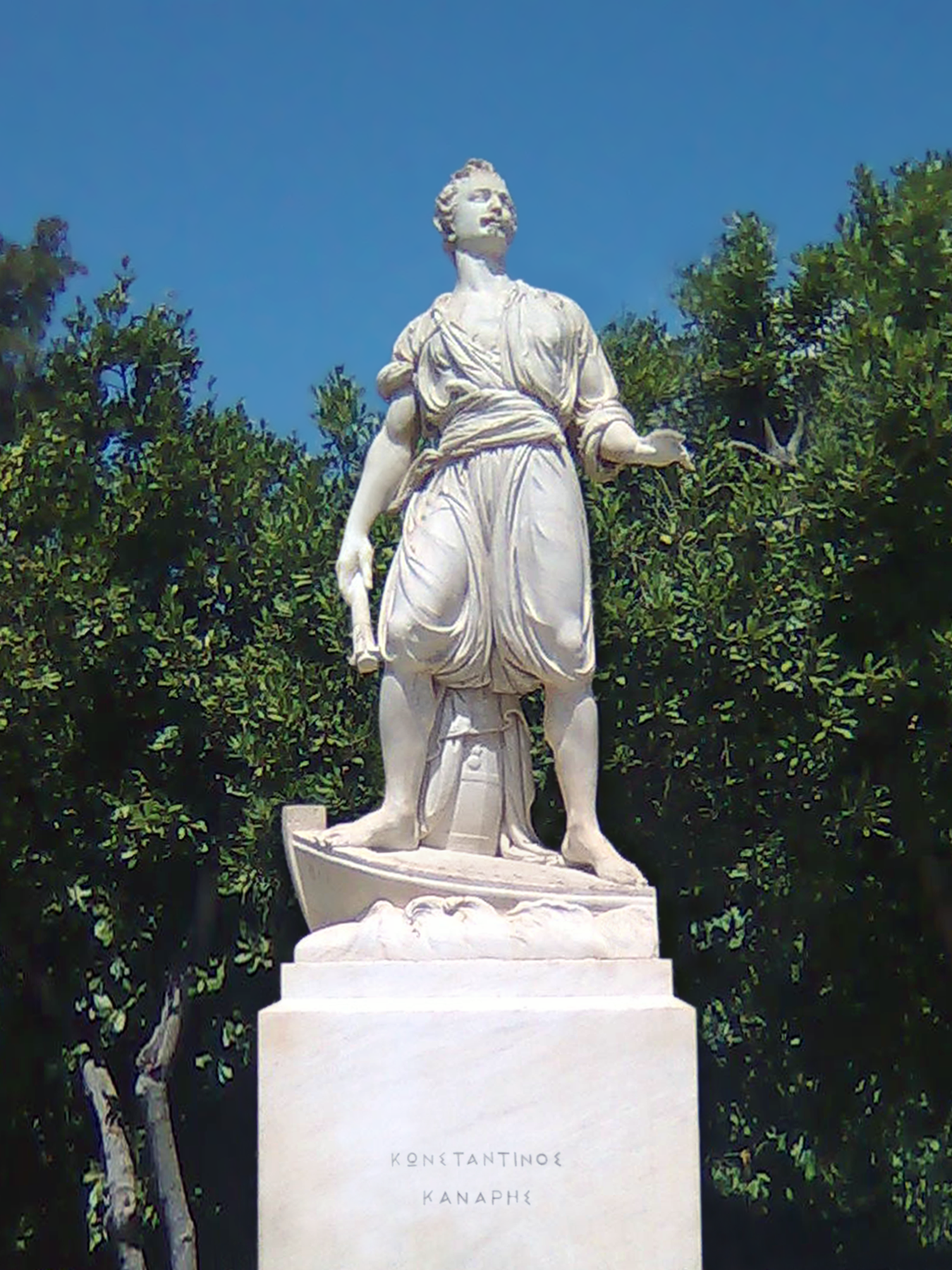
Статуя Канаріса в Афінах

Константінос Канаріс народився на острові Псара 1790 року. У молодості був капітаном невеликого торгового судна. Узявши участь у Грецькій революції, він прославився головним чином трьома подвигами.
У ніч на 19 червня 1822 року, під'їхавши з небагатьма товаришами до османського адміральського корабля, що стояв на якорі разом з флотом у Хіоській протоці, він встиг підірвати його і тим примусив флот до відступу. Таким чином Канаріс помстився за Хіоську різанину. 9 листопада того самого року він таким самим способом спалив другий османський адміральський корабель біля острова Тенедоса. За ці два подвиги він одержав від ефорів свого рідного острова лавровий вінок (від інших нагород він відмовився).
17 серпня 1824 року йому вдалося спалити біля Самоса великий османський фрегат і кілька транспортних судів. Цим Канаріс фактично врятував острів. Служив він того часу під командуванням адмірала Андреаса Міауліса капітаном у грецькому флоті, при цьому Канаріс зумів вселити до себе найглибшу відданість матросів. Смілива спроба спалити в 1825 році єгипетський флот не вдалася йому внаслідок несприятливої погоди.
1827 року його обрали членом Грецького парламенту. Відсутність освіти та адміністративних здібностей завадили йому досягти на політичному терені тієї самої слави, що на військовому. Однак 1848 року його призначили прем'єр-міністром у коаліційному кабінеті, в якому сам був ше й морським міністром. Проте наприкінці 1849 року кабінет Канаріса був скинутий.
Пізніше Константінос Канаріс ще кілька разів був морським міністром у різних кабінетах. У січні 1862 йому доручено скласти кабінет, але король не погодився на його програму ліберальних реформ. Канаріс долучився до революційного руху, що вибухнув у тому самому році в Греції, і в жовтні обійняв разом з Дімітріосом Вулгарісом в Руфо місце в тимчасовому уряді.
У період 1864–1865 років він двічі стояв на чолі міністерства і знову обійняв цей пост у 1877 році під час Російсько-османської війни 1877–1878 років. Помер Константінос Канаріс 14 вересня 1877 року. Похований на Першому афінському кладовищі.

## Нагороди

### Грецькі нагороди
- Орден Спасителя (Грецьке королівство): Великий хрест, 1864

### Зарубіжні нагороди
- Королівський гвельфський орден (Ганноверське королівство): Великий хрест
- Орден Данеброг (Королівство Данія): Великий хрест